# Heerlijkheid Warthausen
Warthausen was een heerlijkheid binnen Zwabisch Oostenrijk.
De vrij-adellijke heren van Warthausen (1108 tot 1584) verkochten hun zeer oude adellijke heerlijkheid omstreeks 1170 aan keizer Frederik I Barbarossa. De Hohenstaufen gaven de heerlijkheid voor 1234 aan de drosten van Waldburg, die hier een afzonderlijke linie stichtten.
Na het uitsterven van het geslacht Waldburg-Warthausen kwam de heerlijkheid via de heren van Waldsee in 1331 aan het aartshertogdom Oostenrijk.
Oostenrijk verpandde de heerlijkheid voortdurend: aan Hornstein, aan Freyberg en van 1446 tot 1529 aan de rijksstad Biberach. In 1529 kwam de heerlijkheid aan de rijke familie Schad von Mittelbiberach, die een nieuw slot bouwde.
In 1696 kwam de heerlijkheid aan de familie Stadion. Deze leden van deze familie werden in 1705/11 tot rijksgraaf verheven. 
De bezittingen van de graven van Stadion behoorden voor een deel tot de rijksridderschap en voor een deel tot Zwabisch Oostenrijk. Toch werd de heerlijkheid Warthausen vermeld in artikel 24 van de Rijnbondakte van 12 juli 1806, waar het onder de soevereiniteit van het koninkrijk Württemberg werd gesteld.
De heerlijkheid bestond uit 16 dorpen met de lage en hoge heerlijkheid en was een van de drie meer-heerlijkheden aan het Federmeer (Federsee).